# Gran Premio dell'Emilia-Romagna 2025
Il Gran Premio dell'Emilia-Romagna 2025 è stata la settima prova della stagione 2025 del campionato mondiale di Formula 1. La gara si è corsa domenica 18 maggio all'Autodromo Enzo e Dino Ferrari di Imola, in Italia, ed è stata vinta dall'olandese Max Verstappen su Red Bull Racing-Honda RBPT, al sessantacinquesimo successo in carriera; Verstappen ha preceduto all'arrivo i due piloti della McLaren-Mercedes, il britannico Lando Norris, secondo, e l'australiano Oscar Piastri, terzo.
A questa edizione hanno assistito 242 000 spettatori nel corso del weekend di gara, nuovo record per il Gran Premio dell'Emilia-Romagna all'Autodromo Enzo e Dino Ferrari, più degli oltre 200 000 spettatori dell'edizione precedente del 2024. È anche il dato più alto mai registrato per un Gran Premio corso sul circuito di Imola.

## Vigilia

### Aspetti tecnici

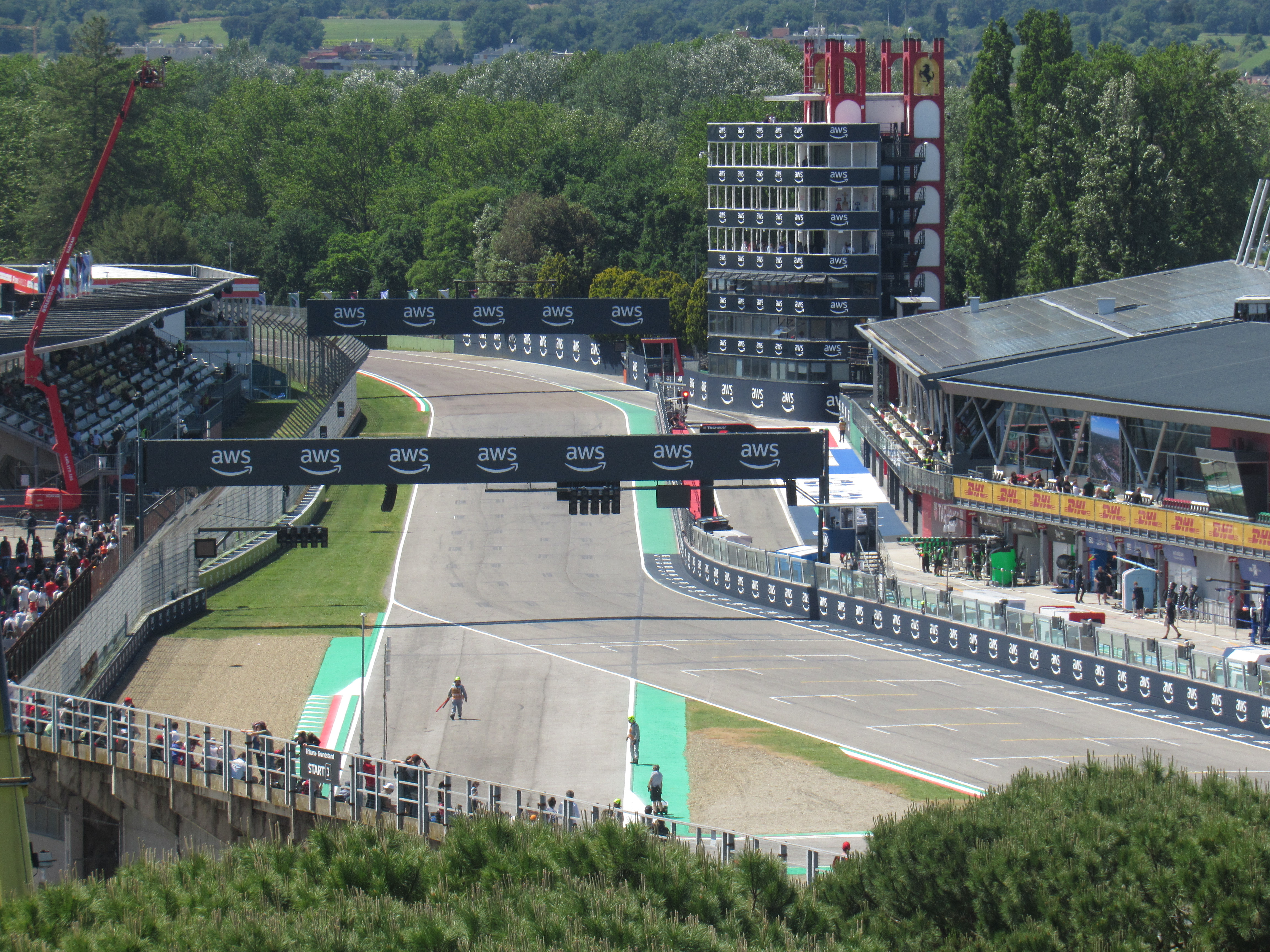
Vista sul rettilineo principale di Imola nel venerdì precedente il Gran Premio

Per questo Gran Premio la Pirelli, fornitore unico degli pneumatici, offre la scelta tra gomme di mescola C4, C5 e C6, la tipologia di mescole più morbide dell'intera gamma di coperture messe a disposizione dall'azienda italiana. La Pirelli seleziona questa tipologia sia per la prima volta in stagione che per questo appuntamento. Così come avvenuto nelle due precedenti gare in Arabia Saudita e Miami, la terna di mescole scelta rappresenta uno step più morbido rispetto all'edizione precedente della gara.
Omologata per essere utilizzata su tracciati a bassa severità, il debutto della mescola C6 in stagione può offrire un ulteriore step in termini di aderenza sul giro secco, approfittando anche di un asfalto che ha una rugosità inferiore alla media. È la prima volta che i piloti provano questa mescola nel 2025, visto che ai test prestagionali al Bahrain International Circuit nessuno la utilizzò, nonostante fosse tra le mescole selezionabili dalla Pirelli.
La Federazione stabilisce la tradizionale zona sul rettilineo principale dei box in cui può essere utilizzato il Drag Reduction System, confermando la scelta stabilita fin dall'edizione inaugurale del 2020. Il detection point, ovvero il punto per la determinazione del distacco fra piloti, è posizionato prima della curva 17. L'Autodromo Enzo e Dino Ferrari di Imola è uno dei pochi circuiti presenti nel calendario del campionato mondiale di Formula 1 dove è utilizzabile una sola zona DRS per l'apertura del dispositivo mobile.
Dopo il precedente Gran Premio di Miami, tra le prime dieci vetture classificate sono state sorteggiate la McLaren del vincitore Oscar Piastri e la Ferrari di Charles Leclerc per le verifiche tecniche. Sulla vettura dell'australiano le ispezioni hanno riguardato i gruppi di carrozzeria delle ruote, mentre sulla vettura del monegasco il gruppo volante. Tutti gli elementi ispezionati sono risultati essere conformi al regolamento tecnico.
Rispetto all'edizione del 2024, il circuito è oggetto di alcune modifiche. La linea bianca e quella blu dietro la prima è stata estesa di un metro e mezzo in diverse curve, dal cordolo oppure dall'erba. Esse riguardano l'apice e l'uscita delle curve 4 e 6, l'uscita delle curve 7, 9 e 11, l'apice e l'uscita della curva 12, l'apice della curva 13, e l'uscita delle curve 15, 17 e 18. All'apice della curva 14 la linea bianca è stata riallineata e il paletto posizionato dietro il cordolo. All'apice della curva 19 la linea bianca è stata riallineata a un metro e mezzo dal muro. Prima dell'inizio della terza sessione di prove libere del sabato, la Pirelli abbassa di un psi e mezzo la pressione degli pneumatici posteriori.

### Aspetti sportivi
Il Gran Premio rappresenta il settimo appuntamento della stagione a distanza di due settimane dalla sesta prova col Gran Premio di Miami. Dopo la prova oltreoceano con la prima tappa negli Stati Uniti d'America, il mondiale disputa il primo appuntamento in Europa. Il Gran Premio dell'Emilia-Romagna è la seconda di tre prove programmate a maggio, e si disputa in questo mese per la seconda edizione consecutiva. La corsa è programmata quale settimo appuntamento per la seconda stagione consecutiva, e apre il secondo trittico di gare del campionato, seguita dai successivi Gran Premi di Monaco e di Spagna. Il campionato disputa un appuntamento sulla tipologia di tracciato permanente per la prima volta dal Gran Premio del Bahrein. Il contratto per la disputa della gara nel calendario mondiale, sempre all'Autodromo Enzo e Dino Ferrari, è stato rinnovato nel mese di marzo 2022 fino alla stagione corrente. Sponsor del Gran Premio per questa edizione è, per la prima volta, la sussidiaria di Amazon (AWS), insieme all'indicazione di provenienza di un bene che ha origine in Italia, come fin dalla denominazione dell'edizione del 2021. L'evento è oggetto per la quinta volta di una sponsorizzazione diversa su altrettante edizioni. È la titolazione più lunga usata per un Gran Premio nella storia della categoria.
Il Gran Premio dell'Emilia-Romagna vede la disputa della quinta edizione. Tutte le edizioni sono valide per il campionato mondiale di Formula 1, con la prima corsa disputatasi nel 2020. L'evento ha sempre avuto luogo all'Autodromo Enzo e Dino Ferrari, con l'eccezione dell'edizione 2023,  annullata a causa dell'ondata eccezionale di maltempo che prima del weekend di gara si abbatte sull'Emilia-Romagna. Il tracciato, situato nel cuore della Motor valley, è stato sede in passato dell'edizione 1980 del Gran Premio d'Italia, e dall'anno successivo fino al 2006 di ventisei edizioni del Gran Premio di San Marino. Esso è caratterizzato da una carreggiata piuttosto stretta, cordoli alti e aggressivi, dislivelli naturali e una successione di curve che alternano frenate impegnative a tratti guidati.
L'appuntamento di Imola è il primo del campionato in cui il mondiale fa visita sul suolo italiano. L'altra prova in calendario è il Gran Premio d'Italia a Monza, nel mese di settembre. L'Italia apre e chiude la disputa di un appuntamento nel vecchio continente per la seconda stagione consecutiva, oltre a presentare due Gran Premi in calendario sul proprio territorio per il secondo anno di fila. L'Italia rafforza il proprio record di Gran Premi validi per il campionato mondiale di Formula 1, per un totale di 107 gare già disputate, di cui 75 edizioni del Gran Premio d'Italia, 26 del Gran Premio di San Marino, quattro del Gran Premio dell'Emilia-Romagna, e un'edizione a testa del Gran Premio di Pescara e del Gran Premio della Toscana. La sede di Monza ha ospitato il maggior numero di Gran Premi della storia della categoria (74), mentre a Imola si corre per la trentaduesima volta dal debutto del tracciato in calendario nel 1980.
Dopo la sesta gara del campionato, l'australiano Oscar Piastri della McLaren conduce la classifica piloti con 131 punti, sedici davanti al compagno di scuderia, il britannico Lando Norris, secondo, e 32 di margine dall'olandese Max Verstappen della Red Bull Racing. In classifica costruttori, la McLaren comanda la graduatoria con 246 punti, seguita dalla Mercedes con 141 e della Red Bull Racing con 105. La scuderia austriaca prende parte al quattrocentesimo Gran Premio di Formula 1, mentre la Sauber celebra la seicentesima partecipazione della sua storia nella massima categoria.
A partire da questo appuntamento, l'australiano Jack Doohan dell'Alpine viene sostituito alla scuderia francese dal pilota di riserva Franco Colapinto per le successive cinque gare, fino al Gran Premio d'Austria, nell'ambito di una rotazione interna tra i due piloti, prima di una nuova valutazione alla vigilia del Gran Premio di Gran Bretagna. Doohan viene retrocesso a pilota di riserva al posto dell'argentino. Colapinto, che utilizza il numero 43, ha corso per nove gare con la Williams nel 2024.
L'ex pilota di Formula 1 Vitantonio Liuzzi è nominato commissario aggiunto. L'italiano ha svolto in passato, in diverse occasioni, tale funzione, l'ultima nel Gran Premio del Bahrein. Liuzzi fu designato commissario aggiunto anche nell'edizione precedente. È la casa automobilistica britannica Aston Martin a fornire la safety car e la medical car, come nel precedente Gran Premio di Miami.

## Prove

### Resoconto
Prima dell'inizio della prima sessione di prove libere del venerdì, sulla vettura di Oliver Bearman viene installata la terza unità relativa al motore a combustione interna, al turbocompressore, all'MGU-H e all'MGU-K, e la quarta unità relativa all'impianto di scarico. Sulla vettura di Pierre Gasly e Franco Colapinto viene installata la seconda relativa al sistema di recupero dell'energia e alla centralina, e la terza unità relativa all'impianto di scarico sulla vettura di Gasly. Tutti i piloti non sono penalizzati sulla griglia di partenza in quanto i nuovi componenti installati rientrano tra quelli utilizzabili nel numero massimo stabilito dal regolamento tecnico.
Durante il corso della prima sessione, sulla vettura di Charles Leclerc la pressione degli pneumatici è stata modificata mentre la vettura era ferma ai box, e prima di scendere nuovamente in pista utilizzando lo stesso set di gomme. Questa regolazione non è stata eseguita in conformità con le procedure descritte nel regolamento tecnico. Il pilota monegasco della Ferrari viene convocato dai commissari sportivi. La scuderia italiana è stata multata di 5 000 euro da parte della Federazione.
La Williams è stata multata di 1 000 euro da parte della Federazione in quanto Carlos Sainz Jr. ha superato la velocità massima stabilita dentro la corsia dei box.
Al termine della seconda sessione, Gabriel Bortoleto viene convocato dai commissari sportivi per aver superato lo spagnolo Fernando Alonso dell'Aston Martin sotto il regime di bandiere gialle. Il pilota brasiliano della Sauber non riceve sanzioni.
Prima dell'inizio della terza sessione di prove libere del sabato, sulla vettura di Franco Colapinto viene installata la terza unità relativa al motore a combustione interna e all'MGU-K, e la quarta unità relativa al turbocompressore, all'MGU-H e all'impianto di scarico. Sulla vettura di Pierre Gasly viene installata la terza unità relativa all'MGU-K. Entrambi i piloti non sono penalizzati sulla griglia di partenza in quanto i nuovi componenti installati rientrano tra quelli utilizzabili nel numero massimo stabilito dal regolamento tecnico.
L'Alpine è stata multata di 600 euro da parte della Federazione in quanto Colapinto ha superato la velocità massima stabilita dentro la corsia dei box.

### Risultati
Nella prima sessione del venerdì si è avuta questa situazione:
| Pos | Nº | Pilota           | Costruttore       | Tempo    | Gap    | Giri |
| --- | -- | ---------------- | ----------------- | -------- | ------ | ---- |
| 1   | 81 | Oscar Piastri    | McLaren-Mercedes  | 1'16"545 |        | 23   |
| 2   | 4  | Lando Norris     | McLaren-Mercedes  | 1'16"577 | +0"032 | 23   |
| 3   | 55 | Carlos Sainz Jr. | Williams-Mercedes | 1'16"597 | +0"052 | 19   |

Nella seconda sessione del venerdì si è avuta questa situazione:
| Pos | Nº | Pilota        | Costruttore      | Tempo    | Gap    | Giri |
| --- | -- | ------------- | ---------------- | -------- | ------ | ---- |
| 1   | 81 | Oscar Piastri | McLaren-Mercedes | 1'15"293 |        | 28   |
| 2   | 4  | Lando Norris  | McLaren-Mercedes | 1'15"318 | +0"025 | 25   |
| 3   | 10 | Pierre Gasly  | Alpine-Renault   | 1'15"569 | +0"276 | 29   |

Nella sessione del sabato si è avuta questa situazione:
| Pos | Nº | Pilota         | Costruttore                | Tempo    | Gap    | Giri |
| --- | -- | -------------- | -------------------------- | -------- | ------ | ---- |
| 1   | 4  | Lando Norris   | McLaren-Mercedes           | 1'14"897 |        | 19   |
| 2   | 81 | Oscar Piastri  | McLaren-Mercedes           | 1'14"997 | +0"100 | 19   |
| 3   | 1  | Max Verstappen | Red Bull Racing-Honda RBPT | 1'15"078 | +0"181 | 17   |

## Qualifiche

### Resoconto
Oscar Piastri conquista la terza pole position in carriera e la terza del campionato, la prima dopo quella ottenuta nel Gran Premio del Bahrein. Per la McLaren è la centosessantottesima partenza in prima posizione, la quarta del campionato e la prima nel Gran Premio dell'Emilia-Romagna. Verstappen è secondo per la prima volta in stagione, alla settantasettesima prima fila in carriera, la quarta dell'anno, e la terza sia consecutiva che in questo appuntamento. Russell è terzo, al miglior risultato personale in qualifica in questa gara. Il britannico parte da questa posizione per la terza volta nelle ultime quattro gare.
Norris, quarto, parte oltre le prime tre posizioni per la terza volta nelle ultime quattro gare. Alonso è quinto, alla miglior partenza sul circuito di Imola dal Gran Premio di San Marino 2006, con l'Aston Martin che accede alla Q3 per la prima volta nel 2025. Sainz, sesto, è il primo pilota della Williams da Valtteri Bottas nel 2014 a partire nei primi sei per tre gare consecutive. Albon è qualificato settimo, come nel precedente Gran Premio di Miami, ma parte dietro al compagno Sainz per la quarta volta di fila. Per Stroll l'ottava posizione è il miglior risultato personale in qualifica a Imola. Hadjar è nono, alla prima partenza nei primi dieci dal Gran Premio del Giappone. Gasly, decimo, segna la sua terza apparizione alla Q3 nelle ultime quattro gare. Entrambe le Ferrari sono eliminate in Q2 per la prima volta dal Gran Premio del Canada 2024; è la prima volta a Imola che la scuderia italiana non presenta una vettura nei primi dieci. Hamilton parte dodicesimo come nell'ultima gara a Miami. Antonelli manca l'accesso alla Q3 per la prima volta. Colapinto raggiunge la Q2 solamente per la quarta volta in dieci gare. Lawson è stato eliminato nel Q1 in più della metà delle gare della stagione. Hülkenberg, diciassettesimo, eguaglia il peggior risultato stagionale in qualifica della Sauber, mentre Bearman, diciannovesimo, quello della Haas a Imola della gara del 2021. Tsunoda è eliminato in Q1 per la prima volta nel 2025.
Piastri, all'undicesima prima fila in carriera e la quinta in stagione, eguaglia le pole position del campionato di Verstappen, ed è il quarto pilota differente in prima posizione in questo appuntamento su cinque edizioni disputate, il sedicesimo complessivo all'Autodromo Enzo e Dino Ferrari, e il primo di nazionalità australiana. Il leader del campionato è il primo pilota alla guida della McLaren in pole position sul circuito di Imola da Kimi Räikkönen nel Gran Premio di San Marino 2005. Per Piastri è la terza pole position della carriera in altrettanti Gran Premi e circuiti diversi. La scuderia di Woking è il terzo costruttore diverso che ottiene la partenza al palo nel Gran Premio dell'Emilia-Romagna su cinque edizioni, ed estende il record quale team con il maggior numero di pole position su questo tracciato (10). La McLaren è la squadra con più pole position stagionali (4). Piastri e Verstappen condividono la prima fila per la terza volta, con l'olandese qualificato dietro all'australiano per la prima volta.
Sono stati cancellati due tempi dai commissari sportivi ai piloti per non aver rispettato i limiti della pista, durante le qualifiche. Si sono visti cancellare il tempo Oscar Piastri (curva 15) e Nico Hülkenberg (curva 17).
Charles Leclerc, Piastri e George Russell non ricevono sanzioni da parte dei commissari sportivi, per non aver rispettato le istruzioni stabilite dalla direzione gara. Essi hanno superato il tempo limite di un minuto e trentuno secondi valevole tra la seconda linea della safety car e la prima di essa. Leclerc nel corso del secondo giro in Q1, Piastri nel corso del sesto, sempre nella stessa fase, e Russell nel corso del sedicesimo in Q3.
Al termine delle qualifiche, Franco Colapinto viene convocato dai commissari sportivi per essere entrato in fast lane dentro la corsia dei box prima che il messaggio della direzione gara di rinizio della sessione fosse confermato, durante la Q1. Il pilota argentino dell'Alpine viene penalizzato di una posizione sulla griglia di partenza.

### Risultati
Nella sessione di qualifica si è avuta questa situazione:
| Pos                         | Nº | Pilota                | Costruttore                  | Q1          | Q2          | Q3       | Griglia |
| --------------------------- | -- | --------------------- | ---------------------------- | ----------- | ----------- | -------- | ------- |
| 1                           | 81 | Oscar Piastri         | McLaren-Mercedes             | 1'15"500    | 1'15"214    | 1'14"670 | 1       |
| 2                           | 1  | Max Verstappen        | Red Bull Racing-Honda RBPT   | 1'15"175    | 1'15"394    | 1'14"704 | 2       |
| 3                           | 63 | George Russell        | Mercedes                     | 1'15"852    | 1'15"334    | 1'14"807 | 3       |
| 4                           | 4  | Lando Norris          | McLaren-Mercedes             | 1'15"894    | 1'15"261    | 1'14"962 | 4       |
| 5                           | 14 | Fernando Alonso       | Aston Martin Aramco-Mercedes | 1'15"695    | 1'15"442    | 1'15"431 | 5       |
| 6                           | 55 | Carlos Sainz Jr.      | Williams-Mercedes            | 1'15"987    | 1'15"198    | 1'15"432 | 6       |
| 7                           | 23 | Alexander Albon       | Williams-Mercedes            | 1'16"123    | 1'15"521    | 1'15"473 | 7       |
| 8                           | 18 | Lance Stroll          | Aston Martin Aramco-Mercedes | 1'15"817    | 1'15"497    | 1'15"581 | 8       |
| 9                           | 6  | Isack Hadjar          | Racing Bulls-Honda RBPT      | 1'16"253    | 1'15"510    | 1'15"746 | 9       |
| 10                          | 10 | Pierre Gasly          | Alpine-Renault               | 1'15"937    | 1'15"505    | 1'15"787 | 10      |
| 11                          | 16 | Charles Leclerc       | Ferrari                      | 1'16"108    | 1'15"604    | N.D.     | 11      |
| 12                          | 44 | Lewis Hamilton        | Ferrari                      | 1'16"163    | 1'15"765    | N.D.     | 12      |
| 13                          | 12 | Andrea Kimi Antonelli | Mercedes                     | 1'15"943    | 1'15"772    | N.D.     | 13      |
| 14                          | 5  | Gabriel Bortoleto     | Kick Sauber-Ferrari          | 1'16"340    | 1'16"620    | N.D.     | 14      |
| 15                          | 43 | Franco Colapinto      | Alpine-Renault               | 1'16"256    | senza tempo | N.D.     | 16      |
| 16                          | 30 | Liam Lawson           | Racing Bulls-Honda RBPT      | 1'16"379    | N.D.        | N.D.     | 15      |
| 17                          | 27 | Nico Hülkenberg       | Kick Sauber-Ferrari          | 1'16"518    | N.D.        | N.D.     | 17      |
| 18                          | 31 | Esteban Ocon          | Haas-Ferrari                 | 1'16"613    | N.D.        | N.D.     | 18      |
| 19                          | 87 | Oliver Bearman        | Haas-Ferrari                 | 1'16"918    | N.D.        | N.D.     | 19      |
| Tempo limite 107%: 1'20"437 |    |                       |                              |             |             |          |         |
| NQ                          | 22 | Yūki Tsunoda          | Red Bull Racing-Honda RBPT   | senza tempo | N.D.        | N.D.     | PL      |

In grassetto sono indicate le migliori prestazioni in Q1, Q2 e Q3.

## Gara

### Resoconto
Prima della gara, sulla vettura di Yūki Tsunoda viene installata la terza unità relativa al motore a combustione interna, al turbocompressore, all'MGU-H, all'MGU-K, al sistema di recupero dell'energia e alla centralina, e la quarta unità relativa all'impianto di scarico, insieme alla sostituzione della cellula di sopravvivenza dopo l'incidente in qualifica. Il giapponese della Red Bull Racing, già autorizzato alla partenza da parte dei commissari sportivi dopo non aver segnato nessun tempo in Q1, parte dalla pit lane in quanto la sua vettura è stata ricostruita utilizzando diversi componenti di diversa specifica sotto il regime di parco chiuso.
Max Verstappen vince il sessantacinquesimo Gran Premio in carriera. Per il campione del mondo è il secondo successo stagionale dopo il Gran Premio del Giappone, e il quarto complessivo nel Gran Premio dell'Emilia-Romagna, nonché consecutivo. Per la Red Bull Racing è la centoventiquattresima vittoria della propria storia, la seconda del campionato dopo quella di Suzuka, e la quarta in totale e consecutiva all'Autodromo Enzo e Dino Ferrari. Norris chiude in seconda posizione ottendendo il quarto podio consecutivo a Imola. Il britannico ottiene gli stessi podi stagionali del compagno Piastri (6). Con l'australiano terzo i primi tre piloti della classifica generale figurano sul podio ma in ordine inverso.
La quarta posizione di Hamilton è il miglior risultato alla guida della Ferrari escludendo la vittoria nella Sprint del Gran Premio di Cina, ora sesto in classifica piloti. Il britannico chiude davanti a Leclerc per la prima volta in un Gran Premio. Albon è quinto per la terza volta in stagione. È il miglior risultato per la Williams a Imola da Juan Pablo Montoya nel Gran Premio di San Marino 2004. Leclerc, sesto, ha concluso tutte le gare della stagione fin qui disputate nei primi dieci. Russell, settimo, è l'unico pilota, oltre a Piastri, Norris e Verstappen, ad aver ottenuto punti in ogni Gran Premio fin qui corso del campionato. Con l'ottava posizione di Sainz, entrambe le Williams conquistano punti per la terza gara di fila. Grazie alla nona posizione di Hadjar con la Racing Bulls, la scuderia di Faenza ottiene punti sulla pista di casa in tutte le edizioni dal ritorno in calendario nel 2020. Per il francese è il terzo arrivo a punti nelle ultime cinque gare. Tsunoda, decimo per la seconda edizione consecutiva, ottiene un punto dopo la partenza dalla pit lane. Alonso è undicesimo per la terza volta nel 2025, mentre Hülkenberg, dodicesimo, permette alla Sauber di ottenere il miglior risultato in stagione dal Gran Premio d'Australia, gara inaugurale, nel seicentesimo Gran Premio della scuderia elvetica. Antonelli segna il primo ritiro, avvenuto nel Gran Premio di casa. Ocon è ritirato per la prima volta da pilota della Haas.
Verstappen estende il record personale del maggior numero di successi nel Gran Premio dell'Emilia-Romagna. Egli è il primo pilota a vincere per quattro volte consecutive all'Autodromo Enzo e Dino Ferrari, ora al secondo posto di sempre per numero di trionfi, dietro a Michael Schumacher. L'olandese eguaglia le quattro vittorie consecutive, in una stessa gara, dei Gran Premi di Abu Dhabi e del Giappone. Verstappen vince conducendo la gara per tutti i suoi giri per la quindicesima volta, eguagliando Sebastian Vettel al terzo posto di sempre. Il campione del mondo è ora terzo nella classifica di tutti i tempi per numero di giri condotti in testa. La Red Bull Racing vince nel quattrocentesimo Gran Premio, e segna il centesimo giro più veloce, oltre a estendere il numero record di trionfi in questo appuntamento.
Il premio del pilota del giorno è assegnato al vincitore della gara per la sessansaduesima volta dall'introduzione del riconoscimento nella stagione 2016, per la terza volta in campionato e per la seconda gara consecutiva, per la quarantaduesima volta complessiva a Verstappen e la seconda in stagione. È stato il terzo più veloce Gran Premio dell'Emilia-Romagna dal debutto nel 2020, corso alla media di 202,538 km/h. La corsa, condotta da un solo pilota, viene vinta per la seconda volta dalla seconda posizione e per la decima volta complessiva sul circuito di Imola (31,25%). Tutti i piloti classificati terminano la gara a pieni giri. Verstappen, Norris e Piastri condividono il podio per la quinta volta. I primi due terminano nelle stesse posizioni dell'edizione precedente e per l'undicesima volta in quest'ordine. L'australiano conduce il mondiale con tredici punti di margine sul compagno Norris.
Sono stati cancellati tre tempi dai commissari sportivi ai piloti per non aver rispettato i limiti della pista, durante la gara. Si sono visti cancellare il tempo due volte Pierre Gasly (curve 10 e 17) e Alexander Albon (curva 3).

### Risultati
I risultati del Gran Premio sono i seguenti:
| Pos | Nº | Pilota                | Costruttore                  | Giri | Tempo/Ritiro | Griglia | Punti |
| --- | -- | --------------------- | ---------------------------- | ---- | ------------ | ------- | ----- |
| 1   | 1  | Max Verstappen        | Red Bull Racing-Honda RBPT   | 63   | 1h31'33"199  | 2       | 25    |
| 2   | 4  | Lando Norris          | McLaren-Mercedes             | 63   | +6"109       | 4       | 18    |
| 3   | 81 | Oscar Piastri         | McLaren-Mercedes             | 63   | +12"956      | 1       | 15    |
| 4   | 44 | Lewis Hamilton        | Ferrari                      | 63   | +14"356      | 12      | 12    |
| 5   | 23 | Alexander Albon       | Williams-Mercedes            | 63   | +17"945      | 7       | 10    |
| 6   | 16 | Charles Leclerc       | Ferrari                      | 63   | +20"774      | 11      | 8     |
| 7   | 63 | George Russell        | Mercedes                     | 63   | +22"034      | 3       | 6     |
| 8   | 55 | Carlos Sainz Jr.      | Williams-Mercedes            | 63   | +22"898      | 6       | 4     |
| 9   | 6  | Isack Hadjar          | Racing Bulls-Honda RBPT      | 63   | +23"586      | 9       | 2     |
| 10  | 22 | Yūki Tsunoda          | Red Bull Racing-Honda RBPT   | 63   | +26"446      | PL      | 1     |
| 11  | 14 | Fernando Alonso       | Aston Martin Aramco-Mercedes | 63   | +27"250      | 5       |       |
| 12  | 27 | Nico Hülkenberg       | Kick Sauber-Ferrari          | 63   | +30"296      | 17      |       |
| 13  | 10 | Pierre Gasly          | Alpine-Renault               | 63   | +31"424      | 10      |       |
| 14  | 30 | Liam Lawson           | Racing Bulls-Honda RBPT      | 63   | +32"511      | 15      |       |
| 15  | 18 | Lance Stroll          | Aston Martin Aramco-Mercedes | 63   | +32"993      | 8       |       |
| 16  | 43 | Franco Colapinto      | Alpine-Renault               | 63   | +33"411      | 16      |       |
| 17  | 87 | Oliver Bearman        | Haas-Ferrari                 | 63   | +33"808      | 19      |       |
| 18  | 5  | Gabriel Bortoleto     | Kick Sauber-Ferrari          | 63   | +38"572      | 14      |       |
| Rit | 12 | Andrea Kimi Antonelli | Mercedes                     | 44   | Acceleratore | 13      |       |
| Rit | 31 | Esteban Ocon          | Haas-Ferrari                 | 27   | Motore       | 18      |       |

## Classifiche mondiali

### Piloti
| Pos | Pilota                | Punti |
| --- | --------------------- | ----- |
| 1   | Oscar Piastri         | 146   |
| 2   | Lando Norris          | 133   |
| 3   | Max Verstappen        | 124   |
| 4   | George Russell        | 99    |
| 5   | Charles Leclerc       | 61    |
| 6   | Lewis Hamilton        | 53    |
| 7   | Andrea Kimi Antonelli | 48    |
| 8   | Alexander Albon       | 40    |
| 9   | Esteban Ocon          | 14    |
| 10  | Lance Stroll          | 14    |
| 11  | Carlos Sainz Jr.      | 11    |
| 12  | Yūki Tsunoda          | 10    |
| 13  | Pierre Gasly          | 7     |
| 14  | Isack Hadjar          | 7     |
| 15  | Nico Hülkenberg       | 6     |
| 16  | Oliver Bearman        | 6     |

### Costruttori
| Pos | Costruttore                  | Punti |
| --- | ---------------------------- | ----- |
| 1   | McLaren-Mercedes             | 279   |
| 2   | Mercedes                     | 147   |
| 3   | Red Bull Racing-Honda RBPT   | 131   |
| 4   | Ferrari                      | 114   |
| 5   | Williams-Mercedes            | 51    |
| 6   | Haas-Ferrari                 | 20    |
| 7   | Aston Martin Aramco-Mercedes | 14    |
| 8   | Racing Bulls-Honda RBPT      | 10    |
| 9   | Alpine-Renault               | 7     |
| 10  | Kick Sauber-Ferrari          | 6     |

## Decisioni della FIA
Il pilota monegasco della Ferrari, Charles Leclerc, non riceve sanzioni da parte dei commissari sportivi per aver forzato fuori dal tracciato in fase di duello alla curva 2 quello thailandese della Williams, Alexander Albon.